# Nikolaj Fëdorovič Makarov

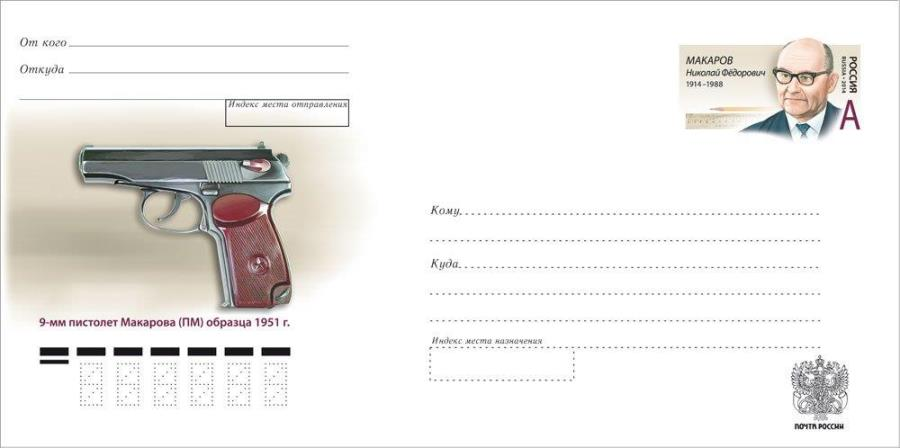
Cartolina russa del 2014 in onore di Makarov

Nikolaj Fëdorovič Makarov (in russo Николай Фёдорович Макаров?; 22 maggio 1914 – 13 maggio 1988) è stato un progettista sovietico di armi da fuoco; tra le sue creazioni vi è la pistola PM.